# Psapharochrus signatus
Psapharochrus signatus là một loài bọ cánh cứng trong họ Cerambycidae.